# GANTZ:E
『GANTZ:E』（ガンツイー）は、原作：奥浩哉、作画：花月仁による日本の漫画。『週刊ヤングジャンプ』（集英社）において、2020年6・7合併号より2024年1号までシリーズ連載され、『ヤンジャン！』へ移籍して、2024年1月9日（〇〇五九：新奇への動揺）から毎月更新で連載中。『GANTZ』シリーズのスピンオフで、奥浩哉にとって本作が初の時代劇作品である。

## 沿革
2019年10月19日、『ヤングジャンプ』創刊40周年記念イベント「ヤンジャン文化祭」が東京都の渋谷ストリームホールにて開催され、奥浩哉の原作による新プロジェクトについて、同誌の編集長である板谷智崇により発表される。奥の作品が同誌に掲載されるのは6年ぶりで、『GANTZ』以来であった。イベントでは「時代劇風のラフイラスト」を公開。
2020年1月9日発売の『週刊ヤングジャンプ』6・7合併号にて、奥の「初の時代劇」作品として本作の連載を開始。作品のタイトルは表紙などで明記されず、第1話の最後で明かされるという、「斬新な構成」で発表される。
同年8月には単行本第1巻の発売に合わせ、すゑひろがりずが本作を紹介する動画を公開。

## あらすじ
第1巻
時は江戸時代。とある村の17歳の青年半兵衛は、同じ村のお春に求婚するが、お春は隣村の政吉という青年に恋心を抱いていた。自分と同じく上背があると聞いた半兵衛は政吉に会うため隣村へと向かう。そこには剣術を磨く政吉がいた。半兵衛は政吉に相撲を挑むが、二人がもみ合っていると村娘が川に流されたと助けを求められる。とっさに濁流に飛び込んだ半兵衛と政吉は、溺れた娘を救出するが、自分たちは濁流に流され意識を失う。
死んだと思った半兵衛と政吉は気が付くと古寺にいた。そこには大きな黒い球体があり、武士ややくざ者、町民など複数の人間が集まっていた。皆自分は死んだと思っており、あの世かという会話をしていると、そこに姫君らしき娘と、ガンツスーツを来た美青年が現れる。美青年はすぐに装備を身に着け、戦いの準備をするよう一同に迫る。黒い球がうなりだし、宮本武蔵を討伐するミッションが与えられる。半兵衛と政吉はスーツを着用するが、転送が始まってしまう。美青年の必死な呼びかけで、複数の者がスーツケースや武器を手に持った状態で一行は転送される。
どこかの河原に転送された一行に、槍を持ち甲冑をまとったカラス兵たちが襲い掛かる。未装備の者は次々と殺されていくが、半兵衛・政吉・美青年は何とかカラス兵を殲滅する。しかし美青年いわく大将を討ち取らねば帰ることができない。そこへ十文字槍を持った巨人の坊主が現れる。
第2巻
半兵衛・政吉とXショットガンを持った町民らが共闘し、巨人坊主を討伐する。安堵する一行だが、町民の一人があれが宮本武蔵に見えたか？と疑問を口にしていると、剣豪のような巨人が2体現れる。半兵衛と政吉は競うように2体に戦いを挑み、半兵衛が長髪の剣豪を絞殺、政吉が刀（ガンツソード）で丁髷の剣豪を刺し殺す。安堵するのも束の間、美青年が武蔵がまだいると注意を促すと、巨人の足音と共に白髪のような剣豪が現れる。白髪剣豪は「どうやって清十郎と伝七郎をやった」などと語りながら秘剣つばめ返しを繰り出す。町民を守るため、美青年が盾になりスーツの耐久が限界を迎えるなか、半兵衛と政吉は二人で長髪剣豪を討伐する。そこへすかさず般若の面を被ったような巨大な武蔵が現れる。半兵衛と政吉が歯が立たないなか、ガンツバイクやハードスーツで武装した黒鋼の集団が現れる。
第3巻
ハードスーツを身にまとった集団が宮本武蔵を蹂躙し殺害。その後転送され、半兵衛、政吉（ハードスーツ達は見込みがあると政吉に言っている。）、美青年、雷蔵、その他のハードスーツなどが得点を獲得。採点が終了し各々が生活に戻っていく。政吉は自宅に戻り、両親を惨殺した辻斬りを思い出し、ガンツの力での復習を誓う。
場面は変わり、街で丁半をしている長髪の男性は勝てずに思い悩むが、風俗で持ち金を使い果たしてしまう。だが、イネという風俗で働く女性に出会い、死んだ妹に似ているという理由で身請けすることを誓う。その後、馬に頭を蹴られてしまう。しかし、馬に蹴られて以降超能力を使えるようになり丁半で勝ち続けるが、参加者にイカサマをやっていると追い詰められ暴行を加えられる。その後、丁半で得た金でイネと会い続けるが、背後から短刀で刺されてしまい、死亡する。
更に場面は変わり、街の魚市場で魚の盗みを繰り返している捨蔵という少年は盗みを続けていたことを経営者に恨まれ、頭を蹴られて死亡してしまう。
二人は気づくとガンツに転送されており、そこには半兵衛、政吉、美青年、雪姫の姿もあった。更に何十人もの人々が転送されてくる中、咲はまたしてもガンツのスーツの装着、武器の携帯をするよう指示するがまたしてもできなかった。
参加者は転送されるとどこかの寺院に転送され、寺院の金剛力士像の見た目をしている星人に一同が襲われる。半兵衛達は刀を駆使し、星人を撃退する。そして半兵衛を含む5人で寺院の中に侵入するが、そこには数体の仏像が待ち受けていた。
第4巻
半兵衛達は分担して仏像を各個撃破するが、一体撮り逃してしまい、民間人に多くの犠牲を出してしまうも苦戦しながら撃退。だが、寺院から大仏が出現。透明化を解除した雷蔵が駆るガンツロボと大仏との格闘戦が始まる。
一方半兵衛達は、同じく透明化を解除したハードスーツ達に、大将首は自分達がやると宣言され、半兵衛と美青年は雷蔵の戦いを見ながら、自分のことについて語りだすが、話す前から美青年が男性ではなく女性ということに気づいていることを半兵衛が美青年（咲）に伝える。そして二人はミッションを生還することを約束する。
ハードスーツ達は寺院の本殿に侵入する。寺院の本殿の中には千手観音と護衛が居り、千手観音との戦闘が始まる。想定外の強さに驚愕するハードスーツ達だが、一人の犠牲と引き換えに千手観音を粉々にする。雷蔵も大仏の心臓を抜き取り勝負に決着はついたと思われたが、再生した千手観音が現れる。雷蔵はガンツロボで千手観音を踏み潰すが、レーザーでガンツロボを破壊されてしまう。雷蔵はガンツバイクで脱出し、Zガンで千手観音を仕留めにかかるが、攻撃をすべて避けられた挙げ句、スーツの左腕を破壊される。Xガンで千手観音の腕の数本を破壊し、ガンツバイクを乗り捨て、ガンツソードでの一騎打ちを試みるが、ハードスーツを破壊されガンツスーツだけの状態で戦いを強いられる。その後、壮絶な戦いの末、千手観音を両断する。だが、生き残ったハードスーツ達は半兵衛達にまだミッションは終わってないと伝える。

## 登場キャラクター

### 登場人物
声優はコミックス第2巻発売記念PVのもの
半兵衛
声 - 河西健吾
とある村の長身な青年。容姿は長身である点を除けば本編の主人公である玄野計に酷似している。自分が思いを寄せていたお春の片思いの相手だったこともあり、政吉にライバル心を抱く。お春に対し恋心を持つが、隣村の政吉に好意を抱いていることを告白され政吉に決闘を申し込むが、ちょうどその時、川で洪水が起き、流されている子供を政吉とともに救出するが、その後流され溺死し、ガンツに政吉とともに転送されている。
はじめガンツスーツを纏い宮本武蔵編の星人と素手で戦うが、咲が負傷した後はガンツソードを持ち、佐々木小次郎の首を刎ねる。佐々木小次郎を撃退した後、宮本武蔵と戦闘するが、政吉が宮本武蔵にスーツを破壊され膝をついているところに雷蔵含むハードスーツ達が登場し、事なきを得る。その後55点を獲得。
ニ回目のミッション（江戸仏像編）では金剛力士像に酷似している星人に人々が襲われている最中にスーツを装着し、星人の右胸をガンツソードで突き刺し、腹まで下ろし星人を殺害した。そして寺院に政吉、雪姫、咲、老人とともに侵入する。寺院の中に散らばる仏像と応戦し、大半を撃退するが、笛を持った仏像を取り逃がし、寺院前に待機している民間人の上空でスーツの力を使い両手で押しつぶしている。
その後大仏などと戦闘しているハードスーツ達に戦闘を任せ、咲に嫁になってほしいと告白する。その後ハードスーツ、雷蔵達が取り逃がした千手観音と戦闘し、Zガンなどを駆使し、全員で応戦するが、両腕、右胸を千手観音のビームで切断される。その後政吉が千手観音をZガンで圧死させたことによって転送が始まり、一命をとりとめた。その後38点を獲得。
ミッション終了後、咲と咲の父親を連れて、自宅で同居することになり、かつて恋心を抱いていたお春に咲を嫁にしたことを自慢している。
政吉
声 - 皆川純子
半兵衛の隣村の長身な青年。剣術を磨いており、戦闘ではガンツソードで戦う。
容姿は本編の登場人物である和泉紫音に酷似しており、戦闘においてガンツソードを好んで用いる点も共通している（ただし和泉とは異なり、髪は後ろで束ねている）。
お春
声 - 小倉唯
半兵衛の村の娘。半兵衛に求婚されるが、隣村の政吉へ恋心を寄せる。
咲
一人称を俺としている男性に扮した女性。本人曰く、ガンツに転送される前に男性に強姦されそうになったことから、自分を男に見せるために一人称を変えたという。宮本武蔵編から登場し、半兵衛を含む死亡者が転送された後に転送された。困惑する半兵衛達に自分たちはまだ死亡していないことや、スーツや武器を携帯するよう指示するが、半兵衛、政吉、雪姫、その多数名の武士の手にしか渡らず、焦っている。そして転送された後先陣を切り、カラス兵をガンツソードで突き刺したりなど応戦する。
雷蔵
Zガンやハードスーツやガンツロボ、飛行ユニットなど100点武器を使い戦うメンバー、70点の宮本武蔵を一踏みで倒すほどの実力を持っている。仏像編では大仏星人を倒し、分裂した千手観音5体と戦い、3体を左腕右足を失いながらも倒すが4体目を道連れにして死亡する。

## 星人

### 宮本武蔵編
カラス兵
頭がカラスで、手などは人間。武士の鎧を身に着け、槍で一行を襲撃する。
坊主
見た目が坊主の巨人。顔が十字に政吉にガンツソードで顔面を切られ死亡。十文字槍を持った著名な僧については宝蔵院胤舜を参照。
清十郎
長髪な剣豪巨人。ガンツスーツを纏った半兵衛に絞殺される。吉岡清十郎も参照。
伝七郎
丁髷の剣豪巨人。ガンツソードで政吉に刺殺される。吉岡伝七郎も参照。
白髪の剣豪
佐々木小次郎らしき白髪の剣豪巨人。剛腕で秘剣つばめ返しを何度も繰り出すが、半兵衛と政吉の連続攻撃の前に倒れ、最後は半兵衛に首を落とされる。
宮本武蔵
般若の面のような顔立の剣豪巨人。小次郎らしき剣豪が死に際「武蔵が来る」と発言している。顔面の右側からは数本の触手が生えていて、口は耳まで裂けていて、肘ほどまで長さのある長髪。背中から無数の触手が生えており、全身に怒り筋が浮かんでいる。巨大な刀を振り下ろしたところに雷を落とす能力を有しており、半兵衛を含む疲弊したガンツチームを圧倒するが、あと一歩のところで雷蔵を中心とするハードスーツ達が現れ、宮本武蔵と戦闘になる。ガンツバイクに搭乗したメンバーが宮本武蔵を翻弄した後、左足首を殴打され、雷蔵が操るガンツロボに踏み潰され圧死した。雷蔵達からはあまりにも簡単に死亡したので「しょぼい」と言及されている。
70点

### 江戸仏像編
千手観音
千手観音の見た目をした星人。GANTZに登場する千手観音と外見は似ているが、能力や形態変化後の外見は段々離れていく。GANTZの千手観音に似た能力もあるが、強化されている。水瓶に入っている酸でハードスーツを溶かしたり、灯籠からのレーザーで物体を切断できる。決定的な違いはぬらりひょんのように、再生と進化を繰り返す点である。劇中では雷蔵に両断された後進化し、身長が伸び、筋骨隆々になった。歴戦の猛者であるハードスーツ達を驚愕させ、雷蔵をも屠り、圧倒的な強さで半兵衛達を苦しめた。正確な点数は明らかになっていないが、ハードスーツ達からは100点ではないかと推測されているが、劇中の描写からは、70点以下であることが判明している。　　　　　　　　　　　　　　　　　　　　　　　　　　　　　　　　　　　　　　　　　　　　　　70点以下

## 反響
「奥浩哉原作時代劇」として告知されていたため、連載開始時には本作が『GANTZ』であったことに対し、読者から反響があった。SNSで拡散され、連載開始当日は「1時間あたり750ツイートを超える」ほど話題となった。作画の花月の画力について、奥の絵柄と似ているという声がSNS上で挙がった。展開については、読者から「シュールすぎるけど目が離せない」という意見が挙がっていた。

## 書誌情報
- 奥浩哉（原作）・ 花月仁（作画） 『GANTZ:E』 集英社〈ヤングジャンプコミックス〉、既刊8巻（2025年3月18日現在）
  1. 2020年8月19日発売[13][5]、 ISBN 978-4-08-891678-1
  2. 2021年4月19日発売[14]、 ISBN 978-4-08-891860-0
  3. 2021年12月17日発売[15]、 ISBN 978-4-08-892160-0
  4. 2022年7月19日発売[16]、 ISBN 978-4-08-892371-0
  5. 2023年3月17日発売[17]、 ISBN 978-4-08-892631-5
  6. 2023年11月17日発売[18]、 ISBN 978-4-08-893055-8
  7. 2024年7月18日発売[19]、 ISBN 978-4-08-893319-1
  8. 2025年3月18日発売[20]、 ISBN 978-4-08-893599-7